# Янагида, Минору
Минору Янагида (яп. 柳田 稔 Янагида Минору, род. 6 ноября 1954) — японский политический деятель.

## Биография
Родился 6 ноября 1954 года в префектуре Кагосима. В 1983 году окончил инженерный факультет Токийского университета. Затем работал в компании Kobe Steel. В 1990 и 1994 годах избирался в Палату представителей, в 1998, 2004 и 2010 годах — в палату Палату советников.
17 сентября 2010 года получил пост министра юстиции в правительстве Наото Кана.

### Увольнение с министерского поста
Во время одной из встреч избирателями Янагида заявил, что работа министра является очень лёгкой. По его словам, до назначения министром юстиции он никогда не занимался правовыми вопросами, но его работе это не мешает.
Когда я не знаю ответа на вопрос депутатов в парламенте, я использую два высказывания. Одно - "я воздержусь от деталей дела" и второе - "мы действуем в соответствии с законом и собранными доказательствами. Это прекрасные выражения! Я столько раз их использовал.Янагида Минору
Это высказывание вызвало критику со стороны оппозиционной либерально-демократической партии и общественности, и 22 ноября 2010 года Янагида ушёл в отставку